# Campeonato Paulista de Futebol de 1962 - Primeira Divisão
O Campeonato Paulista de Futebol de 1962 - Primeira Divisão foi a 16.ª edição do torneio promovida pela Federação Paulista de Futebol, e equivaleu ao segundo nível do futebol do estado de São Paulo. O São Bento de Sorocaba conquistou o título ao bater na final a equipe do América, e obteve desta forma o acesso para o Campeonato Paulista de Futebol de 1963.

## Forma de disputa
Na primeira fase as 22 equipes foram divididas em dois grupos, disputado por pontos corridos em turno e returno. Os campeões de cada grupo fizeram a final. Os últimos colocados de cada grupo disputaram o Torneio da Morte, onde o perdedor foi rebaixado à Segunda Divisão.